# Краснопресненская
«Краснопре́сненская» — станция Московского метрополитена. Расположена на Кольцевой линии, между станциями «Киевская» и «Белорусская». Пересадка на станцию «Баррикадная» Таганско-Краснопресненской линии.

## История

### Проектирование и строительство
Первоначально проект станции был разработан вице-президентом Академии архитектуры СССР Каро Алабяном и утверждён в 1950 году. Однако в итоге по проекту Алабяна была построена только ротонда наземного вестибюля, а подземная часть станции стала дебютом молодых архитекторов «Моспроекта» В. С. Егерева, М. П. Константинова, Ф. А. Новикова и И. А. Покровского, которых утвердили без конкурса. Согласно воспоминаниям одного из архитекторов станции Феликса Новикова, станцию, возможно, отдали им без конкурса в качестве компенсации, так как незадолго до этого их уже утверждённый проект станции «Киевская» был внезапно отменён Н. С. Хрущёвым:
Спустя два месяца, срочно вызывает К. С. Рыжков. Являемся. Спрашивает — будете делать «Краснопресненскую»? — Без конкурса? — Без. — Тогда согласны.

Рассказывает: Макет станции, построенный по проекту К. С. Алабяна, посетил Н. С. Хрущёв. Осмотрел и спрашивает, обращаясь к сопровождающим — кто за эту станцию? Прошу поднять руку. А сам не поднимает. И никто, естественно, не поднимает. И тогда следует предложение — поручить это дело нам. Почему? Возможно, запомнился красный цвет пилона или, быть может, осталось сознание незаслуженно причиненной обиды. Так или иначе, мы взялись за дело. На широком пилоне (здесь старая конструкция) возникли облегчающие массу креповки. Посоветовавшись с Поляковым, изменили стилевую характеристику. Новый проект был утверждён, а затем и осуществлён в свой срок.
На скульптурное оформление станции был в 1951 году объявлен отдельный конкурс, который выиграл только окончивший Московский институт прикладного и декоративного искусства Николай Щербаков, который после победы привлёк к работе над станцией своих бывших однокурсников.
В 1951 году Николай Щербаков […] случайно увидел объявление о конкурсе на скульптурное оформление станции метро «Краснопресненская». Ни минуты не колеблясь, принимает решение участвовать в нём. Ведь это была самая любимая его тема — революция, народное восстание, всеобщий подъём масс!
В том конкурсе таланты бились со всего Союза, участвовали многие известные скульпторы и архитекторы. Первый тур уже прошёл, его так никто и не выиграл, Щербаков успел ко второму туру. Конкурс проходил анонимно. Все участники, а их было около 140, подавали на конкурс свои работы в запечатанных конвертах без подписи, но под девизом. Николай Щербаков выбрал девиз «Знамя». Каково же было удивление присутствовавших, когда среди множества заявок члены жюри во главе со знаменитейшим художником Павлом Кориным единодушно выбрали работу вчерашнего студента! Это был необыкновенный успех молодого скульптора.

После победы в конкурсе Николай Щербаков привлёк в свой творческий коллектив бывших однокурсников, таких же, как и он, молодых талантливых скульпторов, — Г. Н. Колесникова, Ю. Г. Ушкова, В. А. Фёдорова, Ю. П. Поммера, с которыми на равных работал теперь над воплощением своих скульптурных идей.
В торце станции была сделана ниша, в которую была помещена скульптурная композиция в виде стоящих рядом В. И. Ленина и И. В. Сталина работы Н. А. Щербакова. Хотя Ленин и Сталин не имели никакого отношения к событиям 1905 года на Пресне, памятник им создатели станции установили исключительно для того, чтобы «завершить ритм рельефов объёмным изваянием». В ходе проектирования станции авторы встречались с участниками пресненских боёв, которые предлагали другое решение для этой части станции. По словам Феликса Новикова:
Ещё до кончины вождя нас пригласили в Краснопресненский райком партии, где проект станции и её скульптурное оформление обсуждали живые тогда участники пресненских боёв. Один из них решительно заявил: — «Эта помещения нам мала. И вообще я не вижу здесь отражения подвига Коли, Колокольчикова!» Однако о том, что совершил Коля, он не сказал. Как бы то ни было, ниша была уже занята.
В первоначальном проекте станции на пилонах со стороны боковых платформ располагались медальоны, на которых чередовались серпы и молоты, но проект был переделан, так как первый секретарь Московского областного комитета КПСС Н. А. Михайлов возмутился: «Что же это вы разделили рабочий класс с крестьянством?».

### История станции после открытия
Станция открыта 14 марта 1954 года в составе участка «Белорусская» — «Парк культуры», после ввода в эксплуатацию которого в Московском метрополитене стало 40 станций. Название станции было дано по улице Красная Пресня.
В 1955 году, к 50-летию Декабрьского восстания 1905 года, перед нишей ротонды вестибюля была установлена скульптура «Дружинник».
В 1956 году скульптуру Сталина из торца станции убрали, а Ленина передвинули на середину постамента.
В конце 1972 года, в связи с открытием перехода на построенную станцию «Баррикадная», памятник Ленину также был убран. Архитектор станции Виктор Егерев резко негативно высказывался о радикальном изменении облика станции после появления перехода на станцию «Баррикадная»:
Я бы много дал, чтобы вернуть нашей станции  прежний вид. Этот засранец Стрелков [автор станции «Баррикадная»] сделал из неё переход с ужасными магазинными светильниками.
В 1990-е годы на крыше павильона была возведена хозяйственная надстройка.
В 1991—1992 годах станцию предлагали переименовать в «Пресню».
В 1990-е годы часть мраморных скамеек в центральном зале станции была убрана, а также исчезла большая люстра в эскалаторном зале наземного вестибюля.
В 1996 году на станции снимался художественный фильм «Научная секция пилотов».
С 13 июня 2007 года станция «Краснопресненская» имеет статус выявленного объекта культурного наследия России.
В марте 2018 года на станции установлены новые турникеты.
В начале 2020 года в торце центрального зала станции, на месте, где ранее стоял памятник Ленину и Сталину, открылся платный общественный туалет.

## Вестибюли и пересадки
Станция имеет один выход. Наземный павильон станции выходит на улицы Красная Пресня и Конюшковская. Напротив входа и выхода станции находится Московский зоопарк, а вблизи стоит одна из семи «сталинских высоток» — Жилой дом на Кудринской площади.
Переход на станцию «Баррикадная» Таганско-Краснопресненской линии, открытый в 1972 году, расположен в северном торце центрального зала.

## Архитектура и оформление

### Станция
«Краснопресненская» — трёхсводчатая пилонная станция глубокого заложения (глубина — 35,5 метра). Авторы проекта — В. С. Егерев, М. П. Константинов, Ф. А. Новиков и И. А. Покровский. Центральный и боковые залы имеют единый диаметр — 8,5 м. Ширина платформы центрального зала — 8,6 м, высота центрального и боковых залов — 5,3 м. Ширина пилона — 3,15 м, ширина прохода — 3,6 м при высоте в 4,1 м.
Пилоны облицованы тёмно-красным с белыми включениями мрамором грузинского месторождения Салиэти и обведены поясами из белого мрамора «Коелга». Путевые стены станции облицованы белым мрамором Коелгинского месторождения, а их цоколь выполнен из оливково-серого мрамора «Садахло». Геометрический орнамент пола выложен розово-красным, коричнево-красным емельяновским и светло-серым янцевским гранитами и обрамлён чередованием полос чёрного габбро. Станция освещается золотистыми люстрами с белыми плафонами, которые подвешены по оси сводов. Вдоль пилонов со стороны платформ и со стороны центрального зала были установлены мраморные скамьи, но в 1990-е годы часть скамеек в центральном зале была убрана.
Тема художественного оформления станции — революционное движение 1905 и 1917 годов в Российской империи. На своде центрального зала — 14 гипсовых барельефов (авторы — Н. А. Щербаков, Ю. П. Поммер, В. А. Фёдоров, Ю. Г. Ушков, Г. Н. Колесников), шесть из которых посвящены революционным событиям 1917 года, восемь — революции 1905 года. На барельефах изображены: «Восстание на броненосце „Потёмкин“», «Залп „Авроры“», «Взятие Зимнего дворца», «Баррикады Красной Пресни», «Вооружённые рабочие», «Всеобщая стачка», «Девушки „Трёхгорной мануфактуры“ — участницы восстания», «9 января 1905 года» и др. Со стороны платформы пилоны украшены медальонами с барельефами восходящего солнца, серпа и молота и надписи «1905 • 1917». Барельефы и медальоны на пилонах первоначально были белого цвета, но позже их перекрасили в тёмно-оливковый цвет.
| - Центральный зал. Виден переход на станцию «Баррикадная» - Название станции на путевой стене - Один из барельефов в центральном зале - Поезд на станции - Общественный туалет в торце центрального зала, где ранее находился памятник Ленину и Сталину |

### Наземный вестибюль
Павильон станции выполнен по проекту архитекторов К. С. Алабяна и Т. А. Ильиной в соавторстве с В. И. Алёшиной и при участии Т. Д. Зебриковой Он представляет собой отдельно стоящее здание в виде античного храма-ротонды.
Павильон построен из железобетонного каркаса с кирпичным заполнением. В плане строение имеет форму круга и по всему периметру декорировано колоннадой из каннелированных светлых колонн с дорическими капителями. Капители колонн украшены пятиконечными звёздами и акантом. Колонны поддерживают массивный карниз с балюстрадой и двухуровневым аттиковым этажом. По карнизу проходит фриз с названием станции.
Фасад станции окрашен в терракотовый цвет и украшен светлыми декоративными элементами. Главная часть фасада выходит на улицу Красная Пресня. По бокам главного фасада имеются два выреза для тамбуров входа и выхода пассажиров метро. Тамбуры декорированы белыми штукатурными порталами с каннелированными пилястрами с коринфскими капителями. В самом верху стен тамбуров идёт декоративный пояс с лепными лентами и круглыми медальонами, на которых изображены поочерёдно пятиконечные звёзды и серпы с молотами. Ранее стены тамбуров были облицованы терракотовой плиткой 10х10 см,
уложенной в «косую» (от демонтированной облицовки сохранились следы на плоскости стен).
Между тамбурами на главном фасаде устроена ниша, где помещена цитата из «Краткого курса истории ВКП(б)», автором которого считается И. В. Сталин: «Красная Пресня была главной крепостью восстания, её центром. Здесь сосредоточились лучшие боевые дружины, которыми руководили большевики». Перед нишей, закрывая собой надпись, в 1955 году установлена чугунная скульптура «Дружинник» на постаменте из красного гранита (скульптор А. Е. Зеленский, архитектор К. С. Алабян). Памятник изображает рабочего «дружинника» — члена «боевой дружины» (отряда революционеров-боевиков в 1905 году). В правой руке рабочий держит гранату, а под ногами у него обломки рельсов.
В задней части фасада (со стороны сквера) в простенках между колоннами находятся большие прямоугольные окна (либо фальш-окна) с белыми наличниками и треугольными сандриками. Над каждым из них расположены по два небольших недекорированных прямоугольных окна второго этажа.
Внутри павильона находится аванзал с кассами в виде широкого полукруглого коридора, облицованного белым мрамором коелгинского месторождения, и большой круглый эскалаторный зал, который оформлен светлым прохорово-баландинским мрамором с резным фризом и вертикальными бронзовыми вставками. Потолок эскалаторного зала представляет собой гладкий белый купол с единственной крупной розеткой в вершине (ранее зал украшала грандиозная люстра в виде венка из листьев, которая была подвешена в центре). Под основанием купола находится лепной карниз, скрывающий светильники.
| - Павильон станции - Скульптура «Дружинник» - Медальоны во входных вырезах павильона - Дорическая каннелированная колонна павильона - Купол эскалаторного зала |

### Утраты

Торец станции до появления перехода на станцию «Баррикадная». Утраченные памятник и бронзовые торшеры по бокам от него

Часть оформления станции и наземного вестибюля с годами была утрачена:
- Скульптура Сталина в торце станции (1956).
- Скульптура Ленина в торце станции (1972).
- Два высоких бронзовых торшера, которые стояли по бокам от скульптур (1972).
- Большая бронзовая люстра, висевшая под куполом эскалаторного зала наземного вестибюля.
- Мраморные скамейки в центральном зале (1990-е).
- Терракотовая плитка 10х10 см, которой были облицованы стены тамбуров вестибюля.
- Настенные светильники в полукруглом коридоре вестибюля.

### Окаменелости
На мраморе, которым облицованы пилоны станции, можно увидеть несколько видов окаменелостей, в числе которых гастроподы, а также небольшие аммониты, губки и прямораковинные наутилоидеи.

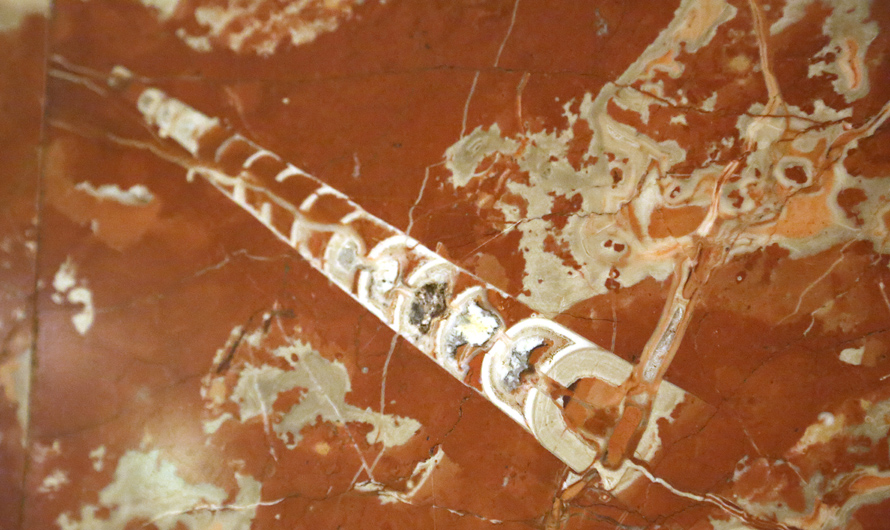
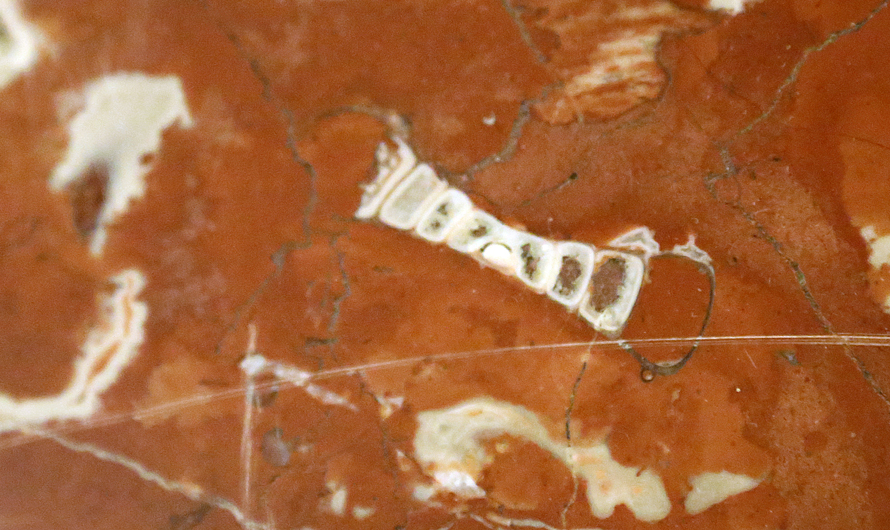
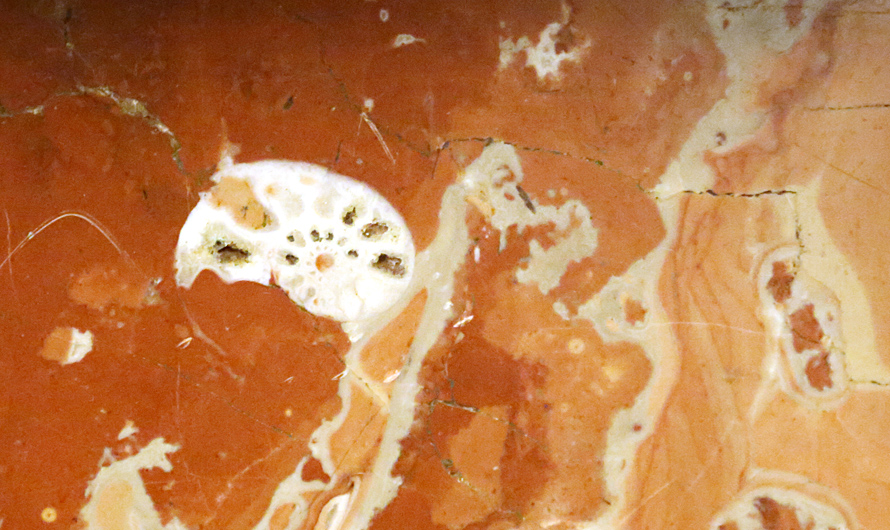
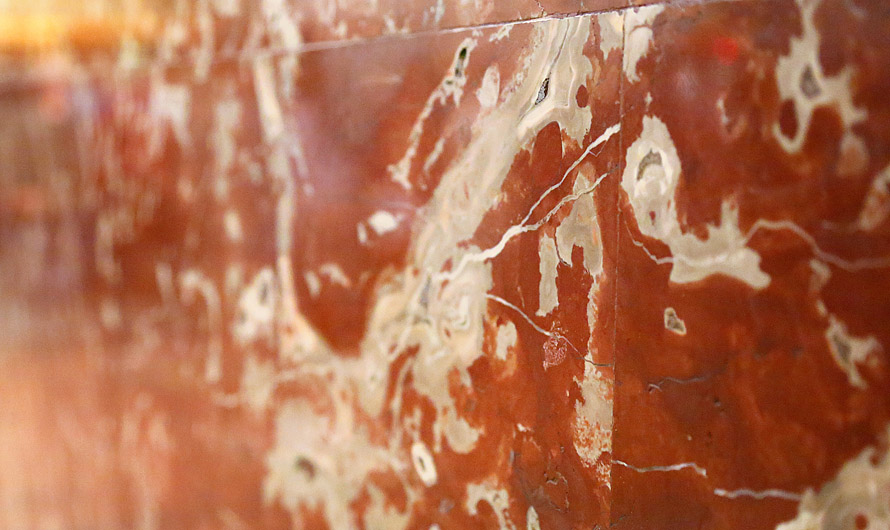

## Путевое развитие
Вблизи станции расположена соединительная ветвь, ведущая к электродепо «Красная Пресня».

## Станция в цифрах
Код станции — 078. В марте 2002 года пассажиропоток по входу составлял 32 400 человек.
- Таблица времени прохождения первого поезда через станцию[22]:

| По чётным числам                | Будние дни | Выходные дни |
| По нечётным числам              | Будние дни | Выходные дни |
| В сторону станции «Киевская»    | 05:53      | 05:53        |
| В сторону станции «Киевская»    | 05:41      | 05:42        |
| В сторону станции «Белорусская» | 05:59      | 05:58        |
| В сторону станции «Белорусская» | 05:40      | 05:40        |

## Наземный общественный транспорт
На этой станции можно пересесть на следующие маршруты городского пассажирского транспорта:
- Автобусы: м3, м31, м35, 69, 116, с216, 315, с344, с364, 366, с369, 379, с511, н14

## Комментарии
1. ↑  Вероятно, Ф. Новиков перепутал. Коля Колокольчиков — это герой повести А. Гайдара «Тимур и его команда». По-видимому, ветеран имел в виду подвиг руководителя «боевой дружины» фабрики Шмита М.С. Николаева и его заместителя И. В. Колокольчикова[6].